# SIMteligent

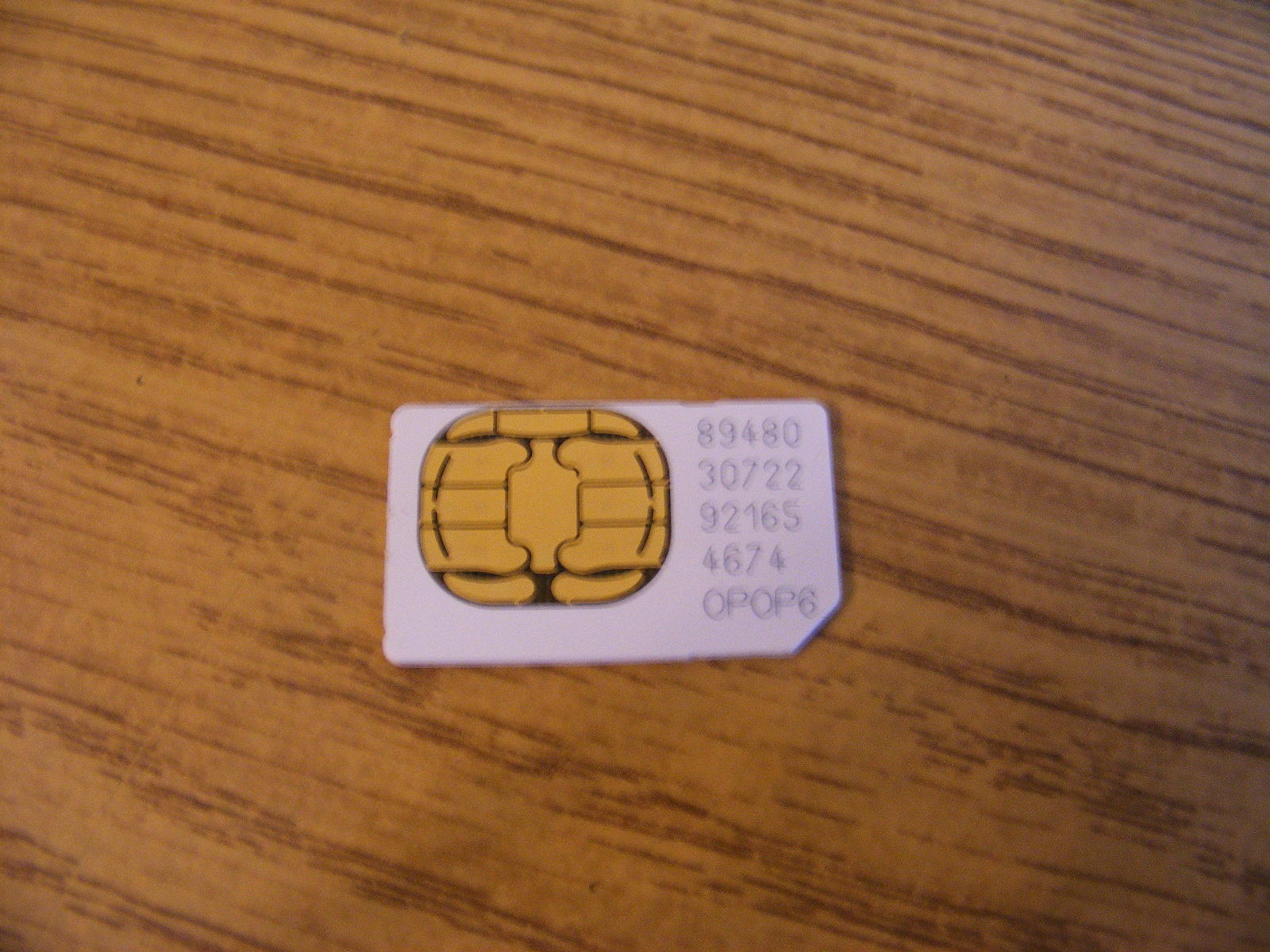
Karta Simteligent z Orange

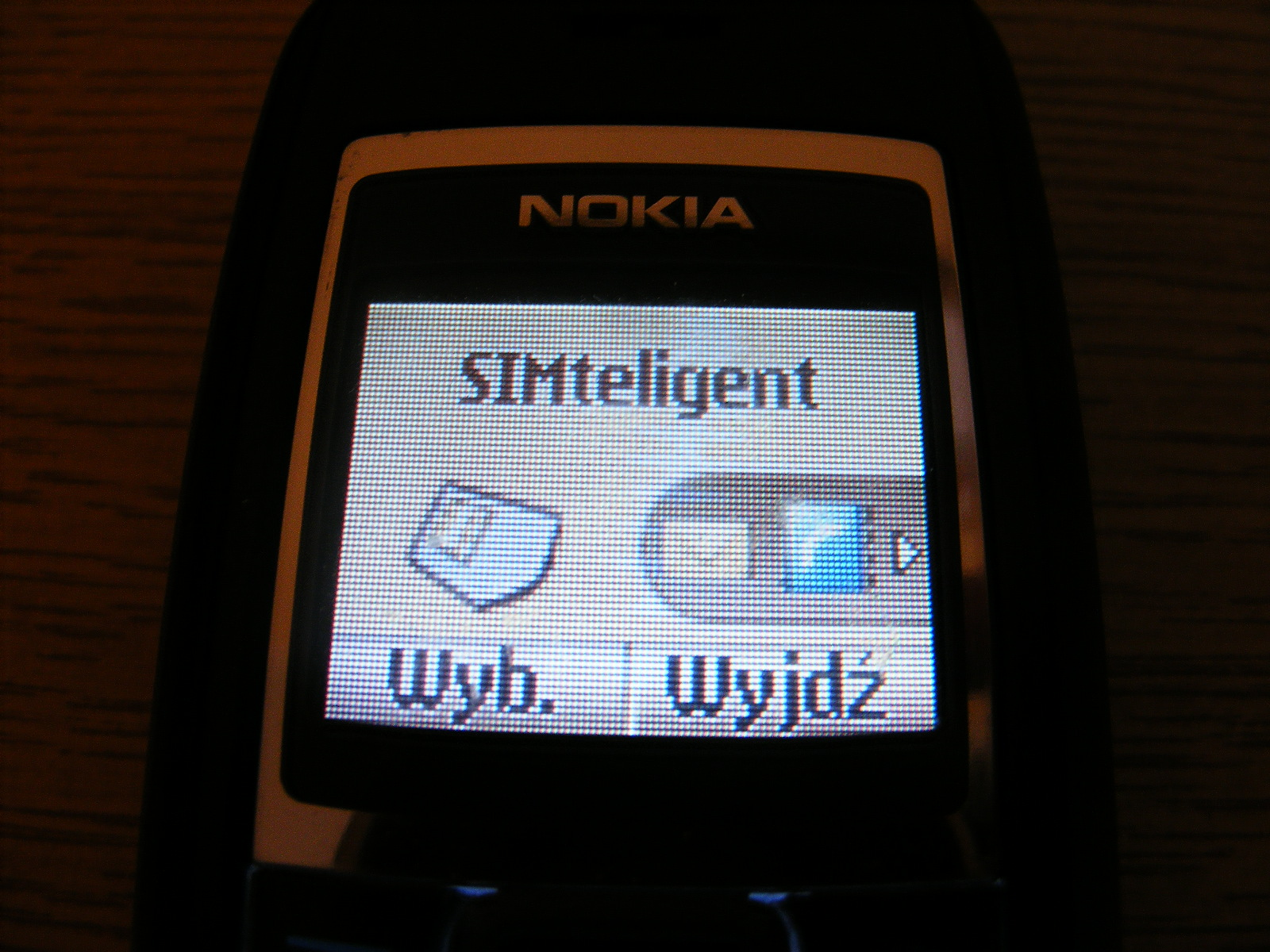
Menu karty Simteligent

Simteligent – karta SIM ze specjalną aplikacją w technologii SIM Application Toolkit, która pozwala na łatwiejsze korzystanie z takich usług jak: zmiana oferty, sprawdzenie statusu roamingu, sprawdzenie poczty głosowej czy stanu konta. Karty Simteligent są dostępne w sieci Orange.